# Aneureta transvernalis
Aneureta transvernalis är en fjärilsart som beskrevs av Turati och Krüger 1936. Aneureta transvernalis ingår i släktet Aneureta och familjen trågspinnare. Inga underarter finns listade i Catalogue of Life.